# Andrena chengtehensis
Andrena chengtehensis är en biart som beskrevs av Keizo Yasumatsu 1935. Andrena chengtehensis ingår i släktet sandbin, och familjen grävbin. Inga underarter finns listade i Catalogue of Life.